# Северные баучи
Северные баучи (также варджи, па’а-варджи, языки группы B.2; англ. warji, west chadic B.2) — группа языков, входящая в состав подветви баучи-баде западночадской ветви чадской семьи. Область распространения — центральные районы Нигерии (штат Баучи и отчасти штат Джигава). Наиболее крупные языки по числу носителей в группе северные баучи: варджи, мия, мбурку, па’а и дири. Общепринятая внутренняя дифференциация группы отсутствует. Иногда отдельно выделяют кластер варджи-гала-кария, включающий языки варджи, мия и кария. Общая численность говорящих — порядка 144 000 человек.
Наряду с группой северные баучи (или B.2) в составе подветви баучи-баде (или подветви B) выделяют группы южные баучи (или B.3) и баде-нгизим (или B.1). В ряде классификаций языки северные баучи и баде-нгизим объединяются в одну группу баде-варджи.
На языках варджи и мия развивается письменность на основе латиницы, остальные языки бесписьменные.

## Классификация
В классификации чадских языков американского лингвиста Пола Ньюмана в группу северные баучи (варджи — по терминологии автора) включаются языки варджи (сирзаквай), цагу (чивогай), кария, мия, па’а (афава), сири, мбурку (мбуруку, барке), джимбин (зумбун) и дири. Этот же состав языков приводится в классификации афразийских языков британского лингвиста Р. Бленча и в классификации чешского лингвиста В. Блажека. Языки северные баучи (варджи — по терминологии авторов) и баде-нгизим у Р. Бленча и В. Блажека объединены в группу баде-варджи, противопоставленную группе южные баучи. В классификациях, представленных в справочнике языков мира Ethnologue и в базе данных по языкам мира Glottolog, в состав группы B.2 (северные баучи) включается также вымерший язык аджава. В классификации, основанной на работах британского исследователя А. Н. Скиннера, которую приводит база данных Glottolog, особо выделяется кластер варджи-гала-кария с языками варджи, кария и мия (включающим диалекты гала, файшанг, фурсум, демшин и федере). В классификации, опубликованной в работе С. А. Бурлак и С. А. Старостина «Сравнительно-историческое языкознание», идиомы гала и мия в составе группы северные баучи рассматриваются как разные языки.

## Ареал и численность
Языки группы северные баучи распространены в центральной Нигерии. Ареал данной группы размещён, согласно современному административно-территориальному делению Нигерии, в северо-западной части штата Баучи — в районах Нинги, Ганджува, Баучи и Даразо. Незначительно ареал группы северные баучи также заходит на территорию штата Джигава (район Бирнин Куду), граничащую с территорией штата Баучи. Область распространения языков северные баучи образует компактный ареал, вытянувшийся цепью с северо-запада на юго-восток. Этот ареал включает на крайнем северо-западе территории распространения языков дири и па’а, затем в сторону юго-востока последовательно — территории распространения языков сири, варджи, кария, мия, мбурку, цагу и на крайнем юго-востоке — территорию распространения языка зумбун. Со всех сторон ареал языков северные баучи окружён областью распространения языка хауса. Исключение составляет ареал языка сири, к южной части которого примыкает ареал западночадского языка группы боле герума.
Общая численность говорящих на языках северные баучи по оценкам разных лет составляет около 144 000 человек. Наиболее распространёнными по числу носителей являются языки варджи (77,7 тыс. чел., 2000), мия (30 тыс. чел., 1995), мбурку (12 тыс. чел., 2000), па’а (8 тыс. чел., 1995), сири (3,8 тыс. чел., 2006).
Численность носителей остальных языков не превышает 2 000 человек.
Один из языков группы северные баучи — аджава — вымер в первой половине XX века.

## История
На схеме Г. С. Старостина (2010), которую приводит Вацлав Блажек в своей статье Afro-Asiatic linguistic migrations: linguistic evidence, показано время разделения ветвей, подветвей и групп чадских языков. Согласно этой схеме, опирающейся на данные лексикостатистики, наиболее близкой к группе северные баучи является группа южные баучи. Разделение праязыков, давших начало указанным языковым группам, произошло около 3950 г. до н. э. Ранее, около 4510 г. до н. э., произошло отделение от основного ареала баучи-баде (потомками которого являются современные языки групп северные и южные баучи) праязыка, являющегося предком языков группы баде-нгизим.